# Carlos Uribe Zambrano
Carlos Uribe Zambrano (Lima, Provincia de Lima, Perú, 25 de marzo de 1992) es un futbolista peruano. Juega de centrocampista y su equipo actual es el Unión Comercio de la Primera División del Perú. Tiene 33 años.

## Trayectoria
Carlos Uribe fue formado en las divisiones menores del Universitario de Deportes. Formó parte del equipo de Universitario de Deportes sub-20 que conquistó la Copa Libertadores Sub-20 de 2011 realizada en el Perú. En enero de 2012 fue promovido al primer equipo de la «U», y tras un breve paso por la Universidad César Vallejo regresó a Universitario de Deportes, jugó solo 3 partidos acumulando 225 minutos.
En 2015 descendió con Cienciano. Firmó por todo el año 2017 por el recién ascendido Sport Rosario, consiguiendo la clasificación a la Copa Sudamericana 2018. Jugó la Copa Sudamericana 2018, perdiendo en primera ronda contra Cerro. A finales del 2018 desciende de categoría con elenco huaracino, sin embargo fue uno de los mejores jugadores del plantel. Para el año 2019 ficha por Deportivo Municipal para jugar la Copa Sudamericana.
En el 2024 fichó por Unión Comercio, club con que descendió en la Liga 2 al quedar en la última posición del torneo peruano. Jugó un total de 31 partidos y logró anotar 2 goles.

## Clubes
| Club                      | País | Año       |
| ------------------------- | ---- | --------- |
| Universitario de Deportes | Perú | 2011      |
| Universidad César Vallejo | Perú | 2012      |
| Universitario de Deportes | Perú | 2012-2014 |
| Cienciano                 | Perú | 2015      |
| Alianza Atlético          | Perú | 2016      |
| Sport Rosario             | Perú | 2017-2018 |
| Deportivo Municipal       | Perú | 2019      |
| UTC                       | Perú | 2020      |
| Deportivo Binacional      | Perú | 2021      |
| Academia Cantolao         | Perú | 2022-2023 |
| Cusco F. C.               | Perú | 2023      |
| Unión Comercio            | Perú | 2024-     |

## Palmarés

### Títulos nacionales
| Título                    | Club                      | País | Año  |
| ------------------------- | ------------------------- | ---- | ---- |
| Primera División del Perú | Universitario de Deportes | Perú | 2013 |

### Títulos internacionales
| Título                   | Club                      | País | Año  |
| ------------------------ | ------------------------- | ---- | ---- |
| Copa Libertadores Sub-20 | Universitario de Deportes | Perú | 2011 |